# Valentin Bing
Valentin Bing, auch Valentijn Bing (* 22. April 1812 in Amsterdam, Département Zuyderzée; † 28. Januar 1895 in Nieuwpoort, Niederlande), war ein niederländischer Historien-, Genre-, Interieur- und Porträtmaler, Zeichner sowie Lithograf.

## Leben

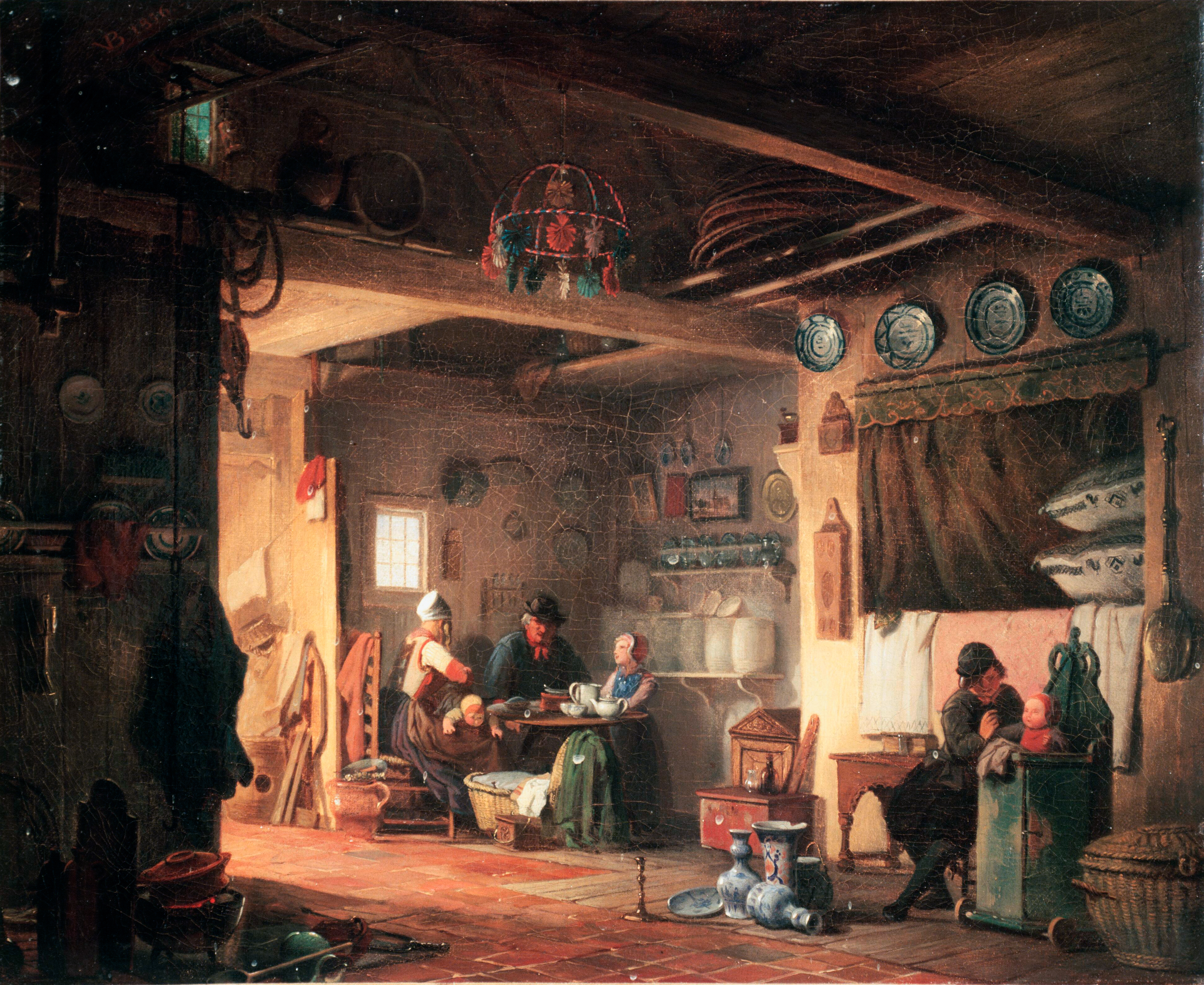
Marker Rauchhaus, 1856

Bing erhielt seine künstlerische Ausbildung bei dem Maler Jan Adam Kruseman und an der Kunstakademie Amsterdam. 1839 wurde er Mitglied der Amsterdamer Künstlervereinigung Arti et Amicitiae. Eng befreundet war er mit dem Genremaler Jan Braet von Überfeldt. In Amsterdam unterhielt Bing ein Atelier, in dem er Schüler ausbildete, unter anderem Jacques Carabain, Eduard Frankfort und Adrianus David Hilleveld.
Bing war vor allem wegen seiner Historienbilder und seiner Genredarstellungen, die ein romantisch geprägtes, ethnografisches Interesse offenbaren, geschätzt. Er malte eine Reihe von Interieurbildern, außerdem Porträts. Neben der Ölmalerei schuf er Aquarelle und Lithografien. Bekanntheit erlangten seine 1857 und 1859 veröffentlichten Volkskunde- und Trachtenbücher Nederlandsche Kleederdragten und Nederlandsche zeden en gebruiken, die er in Gemeinschaftsarbeit mit Überfeldt mit vielen kolorierten Lithografien illustrierte.